# میشه براش مرد (ترانه)
«میشه براش مرد» (به انگلیسی: 2 die 4) ترانه‌ای از خواننده-ترانه‌پرداز آمریکایی ادیسون ری می‌باشد که در نخستین آلبوم چندآهنگهٔ وی تحت عنوان ای‌آر قرار دارد. این ترانه در ۱۸ اوت سال ۲۰۲۳ به‌عنوان دومین قطعهٔ ئی‌پی از سوی سندلات رکوردز در دسترس قرار گرفت.